# Toniná
Pour les articles homonymes, voir Tonina_(homonymie).
Toniná est une cité maya située à environ 13 km à l'est d'Ocosingo, dans l'État du Chiapas au Mexique. De taille moyenne, la ville réussit néanmoins à jouer un rôle important, notamment vers 730 lorsqu'elle mit à sac sa rivale Palenque. Son nom provient du Tzeltal et signifie "Grande maison de pierre".

## Histoire
Toniná connut son apogée durant la période classique tardive bien que la vallée d'Ocosingo était inhabitée depuis la fin de la période pré-classique. L'avènement de Toniná coïncida avec un changement de dynastie au VIIe siècle. Les très anciens "Seigneur du lignage du monde souterrain" furent remplacés par la lignée nommée "Squelette de serpent-Griffe de Jaguar". Cette nouvelle dynastie, ambitieuse et militariste, contesta le pouvoir régional de Palenque. Comme souvent, la nouvelle élite dirigeante construisit au-dessus des réalisations de sa prédécesseur, ajoutant une nouvelle couche.

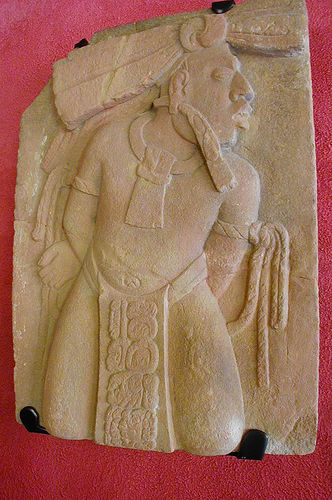
Sculpture représentant un captif (musée de Toniná)

Durant la période de renouveau qui suivit, Palenque et les villages l'entourant furent attaqués par Toniná, d'après certaines découvertes par le fils même de K'inich Janaab' Pakal I,. Conjointement à Calakmul, la ville harcela constamment Palenque à partir de 690. Elle captura au moins trois seigneurs de Palenque. L'un d'entre eux, Kan-Xul II, fut décapité autour de 720. En 730, Toniná mit à sac Palenque, contribuant à son déclin. La ville atteignit son apogée dans la décennie suivante. Elle était connue comme le "Lieu des Captifs célestes" car elle avait fait prisonnier de nombreux captifs importants. Ceux-ci étaient en général libérés contre de fortes rançons ou décapités. De nombreuses sculptures de Toniná représentent des captifs soumis à la torture ou décapités.
Autour de 900, la ville fut reconstruite dans un style plus simple et plus austère. Le dernier seigneur de Toniná mentionné est "Jaguar Serpent" en 903. C'est la dernière fois que Toniná aurait été constituée en société organisée. La présence de stèles trouvées sur le site et datant de 909 suggère que Toniná résista au déclin maya et resta une société active après la chute de plusieurs cités contemporaines. Beaucoup des ornementations de Toniná étant en stuc, les plus anciennes d'entre elles sont absentes car elles ont été détruites ou simplement érodées au début de la période post-classique. La cité en ruines fut habitée par intermittence et ses tombes réutilisées par une population d'origine inconnue, peut-être des Mayas, mais aux pratiques culturelles différentes, notamment dans la façon d'inhumer leurs morts, que les archéologues ont choisi de baptiser a posteriori les 'cheneks'.

## Seigneurs de Toniná
Voici une liste de seigneurs de Toniná dont les noms hiéroglyphiques ont été retrouvés sur des monuments :
- B'alam Ya Acal - VIe siècle
- Chac B'olom Chaak
- K'inich Hix Chapat  - vers 595-665
- Roi, nom inconnu -  668-687
- K'inich B'aaknal Chaak[7] - 688-715
- Roi, nom non-déchiffré - vers 717-723
- K'inich Ich'aak Chapat - 723- vers 739
- K'inich Tuun Chapat - VIIIe siècle
- Seigneur, nom non-déchiffré - 787 - vers 806
- Uh Chapat - début du IXe siècle

## Histoire récente de Tonina

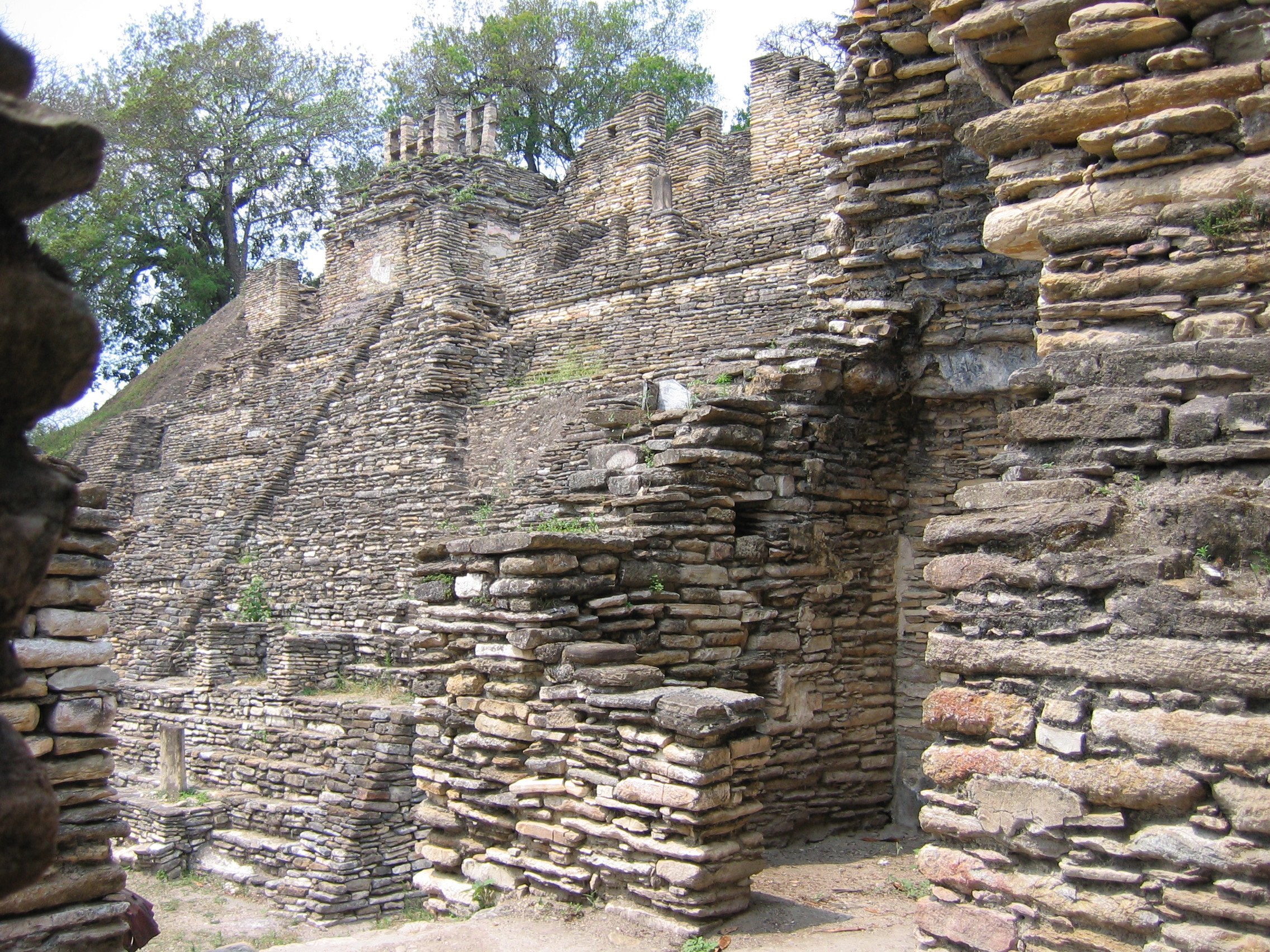
Temples

La première mention des ruines est due à Fray Jacinto Garrido à la fin du XVIIe siècle. Toniná fut visitée plusieurs fois au XIXe siècle, la première fois lors d'une expédition dirigée par Guillermo Dupaix en 1808. John Lloyd Stephens et Frederick Catherwood s'y rendirent en 1840, mais ne publièrent qu'un bref récit de leur visite qui n'apporta que peu d'éléments à la connaissance du site. Il fallut attendre les années 1890 pour que le site fût de nouveau étudié : Edward Seller, Karl Sapper et d'autres membres cartographièrent et photographièrent le site.
Frans Blom et Oliver La Farge menèrent diverses recherches sur le site en 1925 pour le compte de l'Université Tulane. Bloom y retourna en 1928 et découvrit de nouveaux monuments dans la zone.
Le Projet Tonina (France) mena des fouilles entre 1972 et 1975 puis entre 1979 et 1980 sous la direction de Pierre Becquelin. L’institut national d'anthropologie et d'histoire mexicain mena ses propres fouilles l'année suivante.
En 2010 est decouvert a Tonina un sarcophage ayant plus de 1000 ans,.

## Site

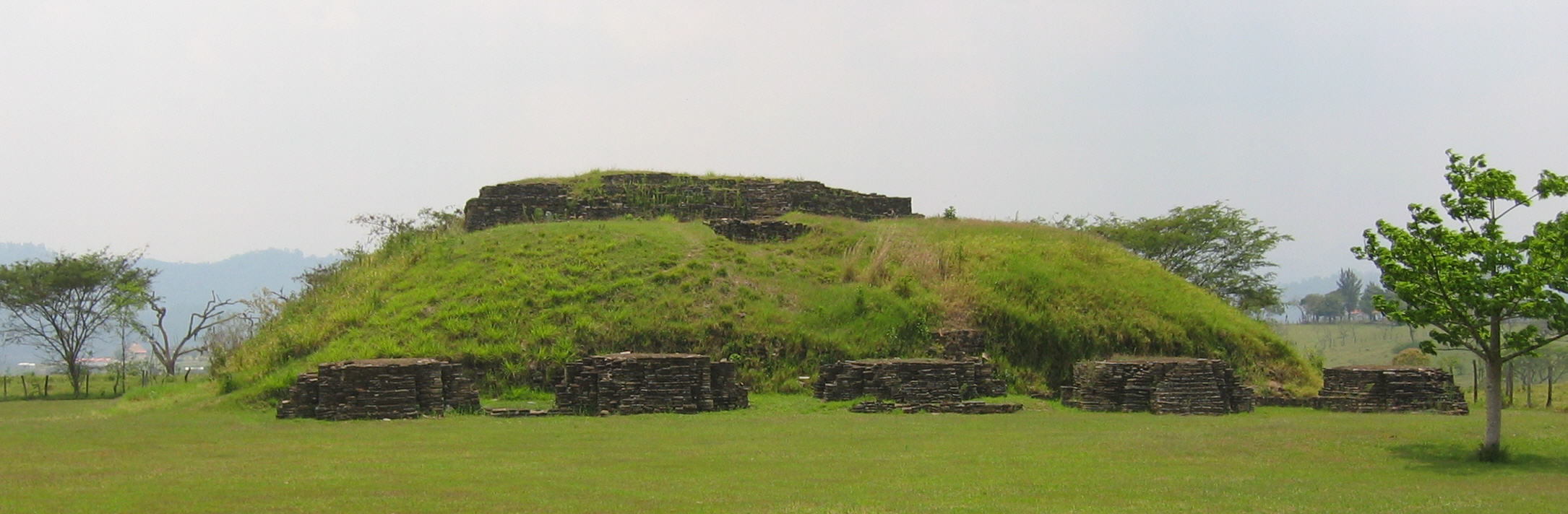
Temple de la Guerre Cosmique

Le site, d'une taille moyenne, est organisé autour d'une grande place. À une de ses extrémités se situe une colline, qui fut artificiellement relevée, et sur laquelle se situent la plupart des bâtiments. Elle est constituée de 7 terrasses pour une hauteur totale d'environ 80 mètres et compte sur ses flancs 13 temples, 8 palais, des bâtiments officiels et des habitations. Ceux-ci furent principalement construits durant l'époque classique, entre le VIe siècle et le IXe siècle. Au 5e niveau, un codex du IXe siècle, le Mural des 4 ères, relate les 4 périodes de l'histoire maya.
À l'extrémité sud de la place se situe le Temple de la Guerre Cosmique. Sur un autre côté, on trouve un jeu de balle qui fut inauguré autour de 780. Le site est visitable et dispose d'un petit musée.